# Carnaval Mueleño
El Carnaval Mueleño es la celebración de carnaval que se desarrolla en Villa Rivero en el departamento de Cochabamba, en Bolivia. 

## Actividades
Se conoce como Carnaval "mueleño" dado que antes Villa Rivero se conocía como "Muela". La fiesta se desarrolla el sábado y domingo después del martes de ch'alla. Ambos días se lleva a cabo una feria gastronómica en donde los asistentes consumen, por lo general, puchero (un plato a base de carnes y frutas), ambrosía (una bebida alcohólica a base de leche recién ordeñada y singani) y otros platos de la región. El domingo participan danzantes y músicos de unidades educativas, comunidades aledañas, transportistas, deportistas y el pueblo en general. Por la mañana entra el corso infantil, en el que estudiantes de distintas unidades educativas se organizan en comparsas y pandillas, disfrazados y adornados con mixtura y serpentina. Por la tarde ingresa el corso, con la participación de jóvenes y adultos que también se organizan en comparsas y pandillas, bailando y cantando coplas. 
La actividad más importante del Carnaval Mueleño es la competencia de taquipayanakus. En esta, participantes interpretan coplas al ritmo de guitarra, charango, acordeón y otros instrumentos musicales. Los participantes cantan versos improvisados en quechua, español o qhechuañol con una intención pícara.

## Galería
- Categoría del Carnaval Mueleño en Wikimedia Commons